# Società Sportiva Calcio Napoli 1983-1984
Questa voce raccoglie le informazioni riguardanti la Società Sportiva Calcio Napoli nelle competizioni ufficiali della stagione 1983-1984.

## Stagione
Nella stagione 1983-1984 il Napoli disputa il campionato di Serie A. Un campionato difficile per la squadra partenopea, concluso a 26 punti con il mantenimento della massima serie. Nelle prime venti giornate del torneo sulla panca del Napoli c'è stato l'allenatore Pietro Santin, dopo la sconfitta interna (0-2) con l'Inter nelle ultime dieci giornate è toccato Rino Marchesi portare il Napoli alla salvezza. Al confermato libero olandese Ruud Krol si è aggiunto come secondo straniero il brasiliano Dirceu che ha anche realizzato 6 reti. Il miglior marcatore stagionale è stato Giovanni De Rosa autore di 8 reti, delle quali 2 in Coppa Italia e 6 in campionato.
Nella Coppa Italia il Napoli prima del campionato ha disputato il terzo girone di qualificazione, che ha promosso l'Udinese ed il Varese agli ottavi di finale, la squadra partenopea ha ottenuto solo una vittoria e due pareggi.

## Divise e sponsor
La Ennerre realizza per la stagione 1983/84 una maglia di un tessuto in acrilico 100%. Lo sponsor Latte Berna è ricamato nella trama del tessuto della maglia ed il logo della ennerre invece è cucito lato cuore. Sulle maglie di questa stagione non è presente il logo del Calcio Napoli. 
La numerazione è quella classica dell'azienda abruzzese e presenta numeri di tessuto cuciti sul retro della maglia con cucitura a macchina a zig zag.
La maglia azzurra ennerre del 1983/84 è la versione Home utilizzata principalmente nelle partite casalinghe.
Lo sponsor ufficiale per la stagione 1983-1984 fu Latte Berna, mentre il fornitore di materiale tecnico fu Ennerre.
| Casa | Trasferta | Terza divisa |

## Organigramma societario
Area direttiva
- Presidente: Corrado Ferlaino
- Direttore generale: Antonio Juliano
- Consulente organizzativo: Enrico Zuppardi

Area sanitaria
- Medici sociali: Emilio Acampora
- Massaggiatori: Salvatore Carmando

Area tecnica
- Allenatore: Pietro Santin, poi dal 22 febbraio Rino Marchesi
- Allenatore in seconda: Alberto Delfrati
- Responsabile Settore Giovanile: Rosario Rivellino
- Allenatore Primavera: Angelo Benedicto Sormani

## Rosa

Il neoacquisto Dirceu

| N. |                        | Ruolo | Calciatore                      |
| -- | ---------------------- | ----- | ------------------------------- |
|    | Italia (bandiera)      | P     | Luciano Castellini              |
|    | Italia (bandiera)      | P     | Raffaele Di Fusco               |
|    | Italia (bandiera)      | P     | Massimo Assante                 |
|    | Italia (bandiera)      | D     | Simone Boldini                  |
|    | Italia (bandiera)      | D     | Giuseppe Bruscolotti (capitano) |
|    | Italia (bandiera)      | D     | Antonio Carannante              |
|    | Italia (bandiera)      | D     | Carmine Della Pietra            |
|    | Italia (bandiera)      | D     | Moreno Ferrario                 |
|    | Italia (bandiera)      | D     | Angelo Frappampina              |
|    | Paesi Bassi (bandiera) | D     | Ruud Krol                       |
|    | Italia (bandiera)      | D     | Marco Masi                      |

| N. |                    | Ruolo | Calciatore               |
| -- | ------------------ | ----- | ------------------------ |
|    | Italia (bandiera)  | C     | Luigi Caffarelli         |
|    | Italia (bandiera)  | C     | Pasquale Casale          |
|    | Italia (bandiera)  | C     | Costanzo Celestini       |
|    | Italia (bandiera)  | C     | Paolo Dal Fiume          |
|    | Brasile (bandiera) | C     | Dirceu                   |
|    | Italia (bandiera)  | C     | Ciro Muro                |
|    | Italia (bandiera)  | C     | Pietro Puzone            |
|    | Italia (bandiera)  | A     | Gianni De Rosa           |
|    | Italia (bandiera)  | A     | Antonio De Vitis         |
|    | Italia (bandiera)  | A     | Massimo Palanca          |
|    | Italia (bandiera)  | A     | Claudio Pellegrini (III) |

## Calciomercato
| Acquisti | Acquisti         | Acquisti | Acquisti         |
| R.       | Nome             | da       | Modalità         |
| -------- | ---------------- | -------- | ---------------- |
| D        | Simone Boldini   | Ascoli   | definitivo       |
| C        | Luigi Caffarelli | Cavese   | rientro prestito |
| C        | Pasquale Casale  | Pisa     | definitivo       |
| A        | Giovanni De Rosa | Palermo  | definitivo       |
| C        | Dirceu           | Verona   | definitivo       |

| Cessioni | Cessioni             | Cessioni | Cessioni   |
| R.       | Nome                 | a        | Modalità   |
| -------- | -------------------- | -------- | ---------- |
| D        | Roberto Amodio       | Cavese   | prestito   |
| D        | Filippo Citterio     | Ascoli   | definitivo |
| C        | Antonino Criscimanni | Pisa     | definitivo |
| A        | Ramón Díaz           | Avellino | definitivo |
| C        | Claudio Vinazzani    | Lazio    | definitivo |

## Risultati

### Serie A

#### Girone di andata
| Arbitro: | Benedetti (Roma) |

|                                              |           |             |
| Oriali 43’ Monelli 45’, 63’, 71’ Iachini 80’ | Marcatori | 79’ Palanca |

| Napoli 18 settembre 1983 2ª giornata | Napoli          | 0 – 0 referto | Genoa | Stadio San Paolo (55 893 spett.)\| Arbitro: \| Magni (Bergamo) \| |
| Arbitro:                             | Magni (Bergamo) |               |       |                                                                   |

| Arbitro: | Pieri (Genova) |

|                          |           |  |
| Cabrini 55’ P. Rossi 88’ | Marcatori |  |

| Arbitro: | Lo Bello (Siracusa) |

|                          |           |  |
| Casale 12’ Dal Fiume 15’ | Marcatori |  |

| Arbitro: | Agnolin (Bassano del Grappa) |

|               |           |  |
| Altobelli 81’ | Marcatori |  |

| Arbitro: | Benedetti (Roma) |

|            |           |  |
| Dirceu 10’ | Marcatori |  |

| Arbitro: | Bergamo (Livorno) |

|                                                         |           |               |
| F. Graziani 10’ Cerezo 21’ Falcão 34’ B. Conti 38’, 79’ | Marcatori | 70’ Dal Fiume |

| Napoli 6 novembre 1983 8ª giornata | Napoli              | 0 – 0 referto | Pisa | Stadio San Paolo (44 388 spett.)\| Arbitro: \| Lo Bello (Siracusa) \| |
| Arbitro:                           | Lo Bello (Siracusa) |               |      |                                                                       |

| Arbitro: | Mattei (Macerata) |

|                |           |                 |
| Di Gennaro 38’ | Marcatori | 64’ Bruscolotti |

| Napoli 27 novembre 1983 10ª giornata | Napoli         | 0 – 0 referto | Milan | Stadio San Paolo (59 804 spett.)\| Arbitro: \| Pieri (Genova) \| |
| Arbitro:                             | Pieri (Genova) |               |       |                                                                  |

| Catania 4 dicembre 1983 11ª giornata | Catania       | 0 – 0 referto | Napoli | Stadio Cibali (18 265 spett.)\| Arbitro: \| Longhi (Roma) \| |
| Arbitro:                             | Longhi (Roma) |               |        |                                                              |

| Arbitro: | Paparesta (Bari) |

|                             |           |  |
| De Rosa 47’, 86’ Dirceu 65’ | Marcatori |  |

| Arbitro: | Ciulli (Roma) |

|                                                       |           |                |
| Casagrande 8’ R. Mancini 14’ Pari 40’ Krol 90’ (aut.) | Marcatori | 62’ Caffarelli |

| Arbitro: | Pairetto (Torino) |

|                                                 |           |                 |
| Causio 29’ Zico 30’ (rig.) Virdis 71’ Miano 78’ | Marcatori | 57’ Bruscolotti |

| Napoli 8 gennaio 1984 15ª giornata | Napoli         | 0 – 0 referto | Torino | Stadio San Paolo (50 560 spett.)\| Arbitro: \| Pieri (Genova) \| |
| Arbitro:                           | Pieri (Genova) |               |        |                                                                  |

#### Girone di ritorno
| Napoli 15 gennaio 1984 16ª giornata | Napoli              | 0 – 0 referto | Fiorentina | Stadio San Paolo (54 526 spett.)\| Arbitro: \| Lo Bello (Siracusa) \| |
| Arbitro:                            | Lo Bello (Siracusa) |               |            |                                                                       |

| Genova 22 gennaio 1984 17ª giornata | Genoa             | 0 – 0 referto | Napoli | Stadio Luigi Ferraris (23 070 spett.)\| Arbitro: \| Mattei (Macerata) \| |
| Arbitro:                            | Mattei (Macerata) |               |        |                                                                          |

| Arbitro: | Bergamo (Livorno) |

|             |           |             |
| De Rosa 74’ | Marcatori | 28’ Platini |

| Arbitro: | Barbaresco (Cormons) |

|         |           |  |
| Díaz 6’ | Marcatori |  |

| Arbitro: | Ballerini (La Spezia) |

|  |           |                                    |
|  | Marcatori | 17’ Beccalossi 55’ (aut.) Ferrario |

| Arbitro: | Paparesta (Bari) |

|                       |           |                        |
| Novellino 3’ Juary 6’ | Marcatori | 39’ De Rosa 45’ Dirceu |

| Arbitro: | Bergamo (Livorno) |

|            |           |                                |
| Casale 59’ | Marcatori | 15’ F. Graziani 62’ D. Bonetti |

| Arbitro: | Longhi (Roma) |

|                 |           |             |
| Krol 79’ (aut.) | Marcatori | 61’ De Rosa |

| Arbitro: | Lanese (Messina) |

|                     |           |  |
| Ferrario 38’ (rig.) | Marcatori |  |

| Arbitro: | Mattei (Macerata) |

|  |           |                           |
|  | Marcatori | 50’ De Rosa 53’ Dal Fiume |

| Arbitro: | Bianciardi (Siena) |

|                                            |           |  |
| Dirceu 35’ Dal Fiume 78’ C. Pellegrini 82’ | Marcatori |  |

| Arbitro: | Agnolin (Bassano del Grappa) |

|                              |           |                             |
| Giordano 1’ Laudrup 33’, 62’ | Marcatori | 42’ Dal Fiume 77’ Celestini |

| Arbitro: | Paparesta (Bari) |

|                     |           |                |
| Ferrario 25’ (rig.) | Marcatori | 61’ R. Mancini |

| Arbitro: | Mattei (Macerata) |

|                                     |           |              |
| Frappampina 13’ Ferrario 75’ (rig.) | Marcatori | 86’ Pradella |

| Arbitro: | Sguizzato (Verona) |

|                          |           |            |
| Dossena 19’ Beruatto 42’ | Marcatori | 37’ Dirceu |

### Coppa Italia

#### Primo turno
| Arbitro: | Lanese (Messina) |

|  |           |                  |
|  | Marcatori | 72’, 84’ De Rosa |

| Napoli 24 agosto 1983 2ª giornata | Napoli               | 0 – 0 | Varese | Stadio San Paolo\| Arbitro: \| Pairetto (Nichelino) \| |
| Arbitro:                          | Pairetto (Nichelino) |       |        |                                                        |

| Arbitro: | Altobelli (Roma) |

|            |           |  |
| Frutti 75’ | Marcatori |  |

| Arbitro: | Menicucci (Firenze) |

|                       |           |            |
| Di Michele 75’ (rig.) | Marcatori | 77’ Dirceu |

| Arbitro: | Longhi (Roma) |

|           |           |                        |
| Casale 5’ | Marcatori | 31’ Gerolin 74’ Causio |

## Statistiche

### Statistiche di squadra
| Competizione | Punti | In casa | In casa | In casa | In casa | In casa | In casa | In trasferta | In trasferta | In trasferta | In trasferta | In trasferta | In trasferta | Totale | Totale | Totale | Totale | Totale | Totale | DR  |
| Competizione | Punti | G       | V       | N       | P       | Gf      | Gs      | G            | V            | N            | P            | Gf           | Gs           | G      | V      | N      | P      | Gf     | Gs     | DR  |
| ------------ | ----- | ------- | ------- | ------- | ------- | ------- | ------- | ------------ | ------------ | ------------ | ------------ | ------------ | ------------ | ------ | ------ | ------ | ------ | ------ | ------ | --- |
| Serie A      | 26    | 15      | 6       | 7       | 2       | 15      | 7       | 15           | 1            | 5            | 9            | 13           | 31           | 30     | 7      | 12     | 11     | 28     | 38     | -10 |
| Coppa Italia |       | 2       | 0       | 1       | 1       | 1       | 2       | 3            | 1            | 1            | 1            | 3            | 2            | 5      | 1      | 2      | 2      | 4      | 4      | 0   |
| Totale       |       | 17      | 6       | 8       | 3       | 16      | 9       | 18           | 2            | 6            | 10           | 16           | 33           | 35     | 8      | 14     | 13     | 32     | 42     | -10 |

### Andamento in campionato
| Giornata  | 1  | 2  | 3  | 4  | 5  | 6 | 7  | 8  | 9  | 10 | 11 | 12 | 13 | 14 | 15 | 16 | 17 | 18 | 19 | 20 | 21 | 22 | 23 | 24 | 25 | 26 | 27 | 28 | 29 | 30 |
| --------- | -- | -- | -- | -- | -- | - | -- | -- | -- | -- | -- | -- | -- | -- | -- | -- | -- | -- | -- | -- | -- | -- | -- | -- | -- | -- | -- | -- | -- | -- |
| Luogo     | T  | C  | T  | C  | T  | C | T  | C  | T  | C  | T  | C  | T  | T  | C  | C  | T  | C  | T  | C  | T  | C  | T  | C  | T  | C  | T  | C  | C  | T  |
| Risultato | P  | N  | P  | V  | P  | V | P  | N  | N  | N  | N  | V  | P  | P  | N  | N  | N  | N  | P  | P  | N  | P  | N  | V  | V  | V  | P  | N  | V  | P  |
| Posizione | 10 | 12 | 14 | 10 | 13 | 9 | 11 | 12 | 12 | 11 | 11 | 10 | 11 | 11 | 11 | 11 | 11 | 11 | 11 | 12 | 12 | 14 | 13 | 12 | 12 | 11 | 12 | 11 | 11 | 12 |

Fonte: http://calcio-seriea.net/allenatori_squadra/1983/887/
Legenda:

Luogo: C = Casa; T = Trasferta. Risultato: V = Vittoria; N = Pareggio; P = Sconfitta.

### Statistiche dei giocatori
| Giocatore           | Serie A  | Serie A | Serie A     | Serie A    | Coppa Italia | Coppa Italia | Coppa Italia | Coppa Italia | Totale   | Totale | Totale      | Totale     |
| Giocatore           | Presenze | Reti    | Ammonizioni | Espulsioni | Presenze     | Reti         | Ammonizioni  | Espulsioni   | Presenze | Reti   | Ammonizioni | Espulsioni |
| ------------------- | -------- | ------- | ----------- | ---------- | ------------ | ------------ | ------------ | ------------ | -------- | ------ | ----------- | ---------- |
| S. Boldini          | 16       | 0       | ?           | ?          | 1            | 0            | ?            | ?            | 17       | 0      | ?           | ?          |
| G. Bruscolotti      | 25       | 2       | ?           | ?          | 5            | 0            | ?            | ?            | 30       | 2      | ?           | ?          |
| L. Caffarelli       | 24       | 1       | ?           | ?          | 5            | 0            | ?            | ?            | 29       | 1      | ?           | ?          |
| A. Carannante       | 2        | 0       | ?           | ?          | 5            | 0            | ?            | ?            | 7        | 0      | ?           | ?          |
| P. Casale           | 28       | 2       | ?           | ?          | 5            | 0            | ?            | ?            | 33       | 2      | ?           | ?          |
| L. Castellini       | 29       | -37     | ?           | ?          | 5            | -4           | ?            | ?            | 34       | -41    | ?           | ?          |
| C. Celestini        | 28       | 1       | ?           | ?          | 4            | 0            | ?            | ?            | 32       | 1      | ?           | ?          |
| P. Dal Fiume        | 27       | 5       | ?           | ?          | 5            | 0            | ?            | ?            | 32       | 5      | ?           | ?          |
| G. De Rosa          | 25       | 6       | ?           | ?          | 5            | 2            | ?            | ?            | 30       | 8      | ?           | ?          |
| A. De Vitis         | -        | -       | -           | -          | 4            | 0            | ?            | ?            | 4        | 0      | 0+          | 0+         |
| C. Della Pietra     | 3        | 0       | ?           | ?          | -            | -            | -            | -            | 3        | 0      | 0+          | 0+         |
| R. Di Fusco         | 2        | -1      | ?           | ?          | -            | -            | -            | -            | 2        | -1     | 0+          | 0+         |
| Dirceu              | 30       | 5       | ?           | ?          | 5            | 1            | ?            | ?            | 35       | 6      | ?           | ?          |
| M. Ferrario         | 30       | 3       | ?           | ?          | 5            | 0            | ?            | ?            | 35       | 3      | ?           | ?          |
| A. Frappampina      | 26       | 1       | ?           | ?          | 2            | 0            | ?            | ?            | 28       | 1      | ?           | ?          |
| R. Krol             | 21       | 0       | ?           | ?          | -            | -            | -            | -            | 21       | 0      | 0+          | 0+         |
| M. Masi             | 14       | 0       | ?           | ?          | 5            | 0            | ?            | ?            | 19       | 0      | ?           | ?          |
| C. Muro             | 1        | 0       | ?           | ?          | -            | -            | -            | -            | 1        | 0      | 0+          | 0+         |
| M. Palanca          | 19       | 1       | ?           | ?          | -            | -            | -            | -            | 19       | 1      | 0+          | 0+         |
| C. Pellegrini (III) | 27       | 1       | ?           | ?          | -            | -            | -            | -            | 27       | 1      | 0+          | 0+         |
| P. Puzone           | -        | -       | -           | -          | 3            | 0            | ?            | ?            | 3        | 0      | 0+          | 0+         |